# Karsinka (Pomerania Occidental)
Karsinka [pronunciación en polaco: /karˈɕinka/] (alemán: Karzin) es un pueblo en el distrito administrativo de Gmina Polanów, dentro del Distrito de Koszalin, Voivodato de Pomerania Occidental, al noroeste de Polonia. Se encuentra aproximadamente 13 kilómetros al oeste de Polanów, 25 kilómetros al sudeste de Koszalin, y 148 kilómetros al noreste de la capital regional, Szczecin.
Hasta 1945 el área era parte de Alemania. Para la historia de la región, véase Historia de Pomerania.
El pueblo tiene una población de 30 habitantes.